# FC Girondins de Bordeaux
Football Club des Girondins de Bordeaux, često i samo Bordeaux, francuski je nogometni klub. Trenutačno se natječe u skupini B francuskog četvrtoligaškog natjecanja National 2.

## Uspjesi

### Domaći uspjesi
Ligue 1:
- Prvak (6): 1949./50., 1983./84., 1984./85., 1986./87., 1998./99., 2008./09.

Ligue 2:
- Prvak (1): 1991./92.

Coupe de France
- Osvajač (4): 1940./41., 1985./86., 1986./87., 2012./13.

Prvenstvo Francuske za amatere:
- Prvak (2): 1937., 1944.

Prvenstvo DH Sud-Ouest:
- Prvak (2): 1930., 1937.

### Europski uspjesi
Kup UEFA
- Finalist (1): 1995./96. (finale)

Intertoto kup
- Osvajač (1): 1995.

## Vanjske poveznice
- (fr.), (engl.) www.girondins.com